# Đèn dầu

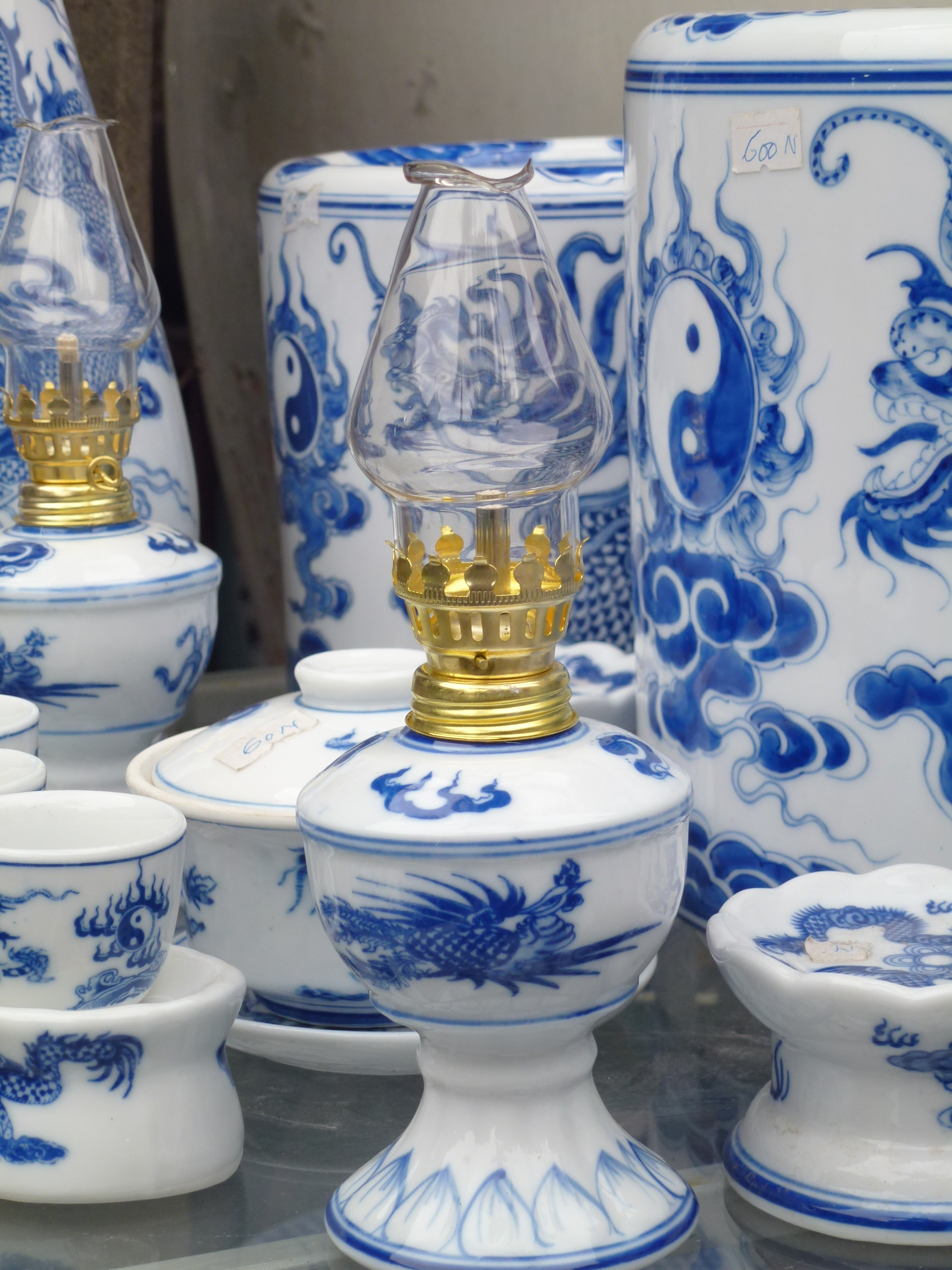
Một chiếc đèn dầu

Đèn dầu hay đèn Hoa Kỳ là một loại đèn phát sáng do ngọn lửa đốt bằng dầu hỏa. Chiếc đèn dầu đầu tiên được al-Razi (Rhazes) ở Baghdad thế kỉ 9 mô tả trong cuốn Kitab al-Asrar (Sách về các điều bí mật), ông gọi nó là "naffatah". Chiếc đèn dầu hiện đại do nhà phát minh người Ba Lan là Ignacy Łukasiewicz phát minh vào năm 1853.

## Hoạt động
Đèn có một bầu đựng dầu được làm bằng thủy tinh hoặc gốm (ở đèn bão thì bầu đèn được làm bằng kim loại), một sợi bấc được dệt bằng sợi bông, đoạn dưới nhúng trong dầu để hút dầu lên trên, đoạn trên nhô hẳn lên khỏi bầu đèn và thường được chỉnh độ dài bởi một hệ thống núm vặn.
Khi châm lửa vào phần nhô lên của bấc, dầu ngấm trong bấc sẽ cháy và tạo ra một ngọn lửa màu vàng. Khi dầu cháy, hiện tượng mao dẫn bên trong sợi bấc sẽ kéo thêm dầu từ dưới bầu đựng lên để tiếp tục cháy. Kích thước của ngọn lửa được điều khiển bằng cách chỉnh độ dài của phần bấc nhô lên. Núm vặn bấc cùng với trục sẽ làm quay một bánh răng kim loại có răng găm vào sợi bấc, nhờ đó sợi bấc bị kéo lên hoặc xuống tùy theo chiều vặn núm. Nếu bấc được vặn lên quá cao, ngọn lửa sẽ có khói (muội carbon chưa cháy hết).
Ngọn lửa đèn được bảo vệ bằng thông phong bằng thủy tinh. Mục đích là để tránh bị gió thổi tắt, tránh gây cháy, và để tăng luồng không khí cung cấp cho ngọn lửa nhờ hiệu ứng nhiệt. Luồng gió này mang nhiều không khí (ôxi) thổi qua ngọn lửa, làm nó cháy sáng hơn là khi để ngọn lửa không có thông phong. Đèn dầu có thể có mùi nếu lửa cháy không đượm, thường là do sử dụng dầu không đúng loại hoặc dầu nhiễm bẩn.

## Sử dụng
Đèn dầu đã từng được sử dụng rộng rãi trên thế giới trước khi các thiết bị chiếu sáng bằng điện được phổ biến. Ngày nay, ngoài các mục đích trang trí, chiếu sáng trong trường hợp khẩn cấp, hoặc tại các vùng xa xôi không có điện, đèn dầu hiếm khi được sử dụng tại các nước có mạng lưới điện và khí đốt phát triển.

### Việt Nam
Đèn dầu bắt đầu xuất hiện tại Việt Nam vào cuối thế kỉ 19 đầu thế kỉ 20. Hãng Shell- một hãng buôn bán dầu hỏa có tiếng của Anh đã chọn Việt Nam làm thị trường buôn bán chủ yếu của họ. Thời đó, người dân Việt Nam quen dùng những đĩa đèn dầu sở hay nến để thắp sáng mà không quen dùng dầu hỏa. Để tiếp thị, bên cạnh giảm giá thì các nhân viên của hãng Shell đã đưa ra một quyết định táo bạo rằng: "Bất cứ người Việt Nam nào chọn mua dầu hỏa của hãng (ít nhất từ nửa lít trở nên) thì họ đều được hãng tặng kèm một chiếc đèn có khắc tên của hãng trên bầu đèn". Loại đèn do hãng Shell tặng có xuất xứ từ Mỹ. Do đó, cái tên đèn Hoa Kỳ được ra đời. Dần dần, đèn Hoa Kỳ thay thế những đĩa đèn dầu sở và những ngọn nến.

Ngày nay, ngoại trừ các vùng sâu vùng xa chưa có lưới điện quốc gia, đèn dầu không còn là loại phương tiện chiếu sáng thông dụng ở Việt Nam. Tuy nhiên, đèn dầu vẫn còn được đặt trên bàn thờ ở các gia đình hoặc đình chùa để "giữ lửa" và để lấy lửa thắp hương trong các kì cúng lễ hay giỗ chạp. Đèn dầu cổ đã trở thành một thú chơi cho những người sưu tập.

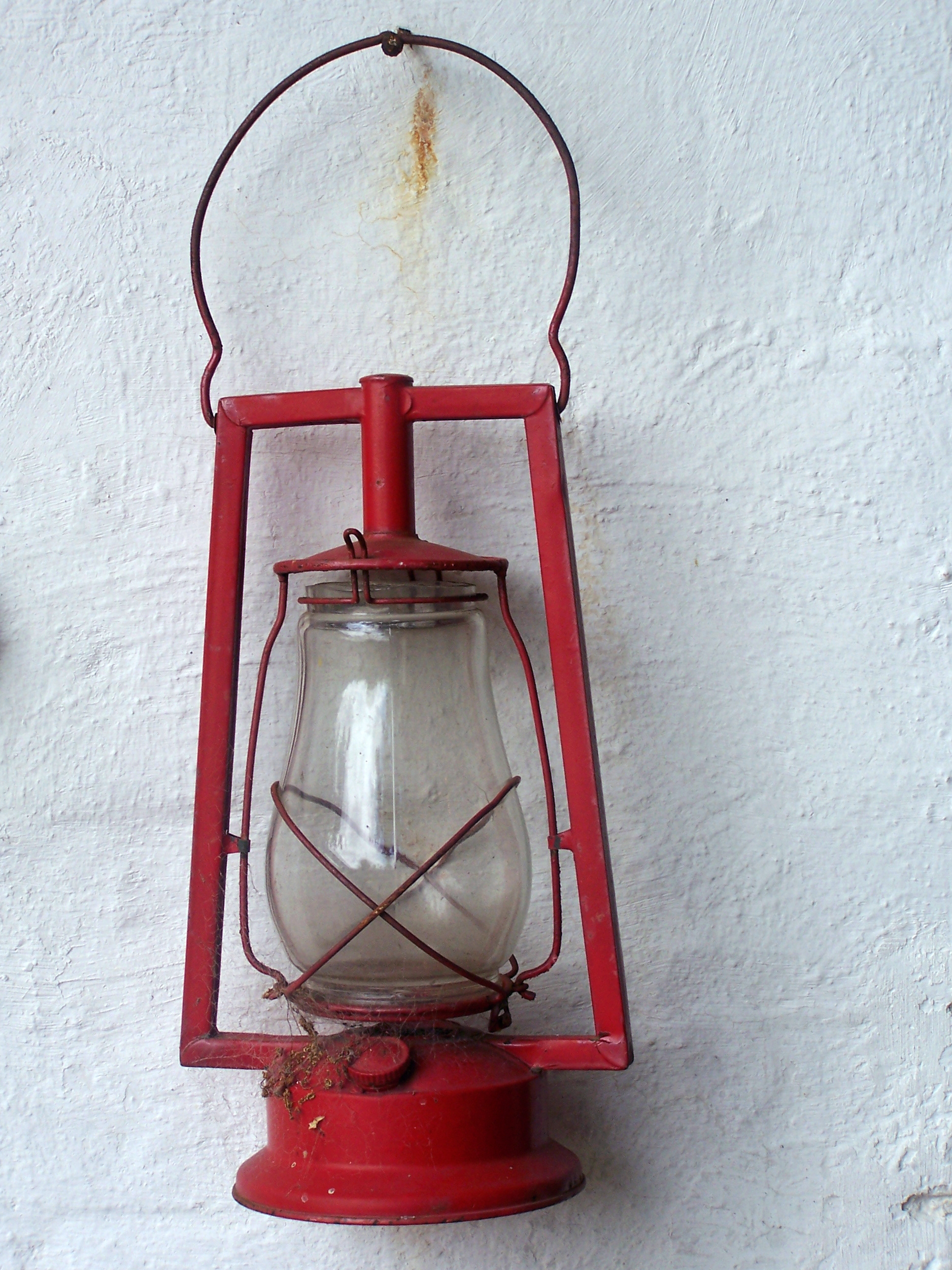
Đèn bão